# Girl Picture
Girl Picture (en fines: Tytöt tytöt tytöt) es una película finlandesa dirigida por Alli Haapasalo y protagonizada por Aamu Milonoff, Linnea Leino y Eleonoora Kauhanen. La película se proyecto en el Festival de Cine de Sundance de 2022 donde ganó el Premio del Público en la categoría World Dramatic Competition. La película tiene un estreno programado el 14 de abril de 2022 en Finlandia.

## Reparto
- Aamu Milonoff como Mimmi
- Eleonoora Kauhanen como Rönkkö
- Linnea Leino como Emma
- Sonya Lindfors como Tanja
- Cécile Orblin como Karoliina
- Oona Airola como Sanna
- Mikko Kauppila como Jarmo
- Amos Brotherus como Sipi
- Bruno Baer como Kalle
- Nicky Laaguid como Henkka
- Oksana Lommi como Frida
- Yasmin Najjar como Sonja
- Elias Westerberg como Allu
- Pietu Wikström como Samuli
- Fathi Ahmed como Otto
- Pablo Ounaskari como Roope
- Rebekka Kuukka como Saana
- Tuuli Heinonen como Poliisi
- Yassin Ei Sayed como Lionel
- Lauri Nousiainen como Petri
- Henrikki Haavisto como Vesa

## Producción
La fotografía principal comenzó en 2021. La película fue filmada en formato académico.